# Eugénie-Émilie Juliette Folville
Eugénie-Émilie Juliette Folville (Luik, 5 januari 1870, Castres of Dourgne, 28 oktober 1946) was een Belgische pianiste, violiste, muziekpedagoge, dirigente en componiste.

## Levensloop
Eugénie-Émilie Juliette Folville werd geboren in Luik en ving haar muzikale studies aan bij haar vader, die advocaat en amateurmusicus was. Ze studeerde viool bij Charles Malherbe, Ovide Musin en César Thomson en debuteerde te Luik in 1879. Folville genoot een loopbaan als concertvioliste en werd in 1897 aangenomen als pianodocente aan het Conservatorium van Luik.
Op 26 december 1890 was Folville te bewonderen in het Concertgebouw te Amsterdam; zij was onder andere soliste in het pianoconcert van Edward Grieg onder Willem Kes. Diezelfde middag was ze echter de eerste vrouw die als dirigent voor het orkest stond en nog wel in een eigen werk van haar Scènes champêtres. Ook tijdens het avondconcert van die dag speelde ze daar, toen trad ze op als pianiste in een pianoconcert van Henry Litolff, dirigente in Scènes champêtres en violiste in het Vioolconcert van Felix Mendelssohn Bartholdy. César Cui droeg zijn Petit prelude nr. 1 en Six bagatelles opus 51 aan haar op.
Gedurende een aantal jaren woonde ze in Londen en tijdens de Tweede Wereldoorlog trad ze op in Bournemouth. Het is niet met zekerheid geweten waar en wanneer zij is overleden, maar vermoedelijk was dit Castres of Dourgne op 19 of 28 oktober 1946.

## Oeuvre
Folville componeerde werken voor theater, solo-instrumenten, orkest, koor en kamerensembles. Een selectie:

### Orkestmuziek
- Scènes champêtres voor orkest (Eerste suite voor orkest), op. 9 (1885): Aux champs, Dans la montagne, Rêverie, Fête de village
- Scènes de la mer voor orkest (Tweede suite voor orkest), op. 14 (1886): Chanson du pêcheur, Nuit étoilée, Mer phosphorescente, Flots agités, Adieux à l'océan
- Scènes d'hiver voor orkest (Derde suite voor orkest), op. 17 (1887): Ballade, La neige, Noël, Carnaval
- Oceano Nox, symfonisch gedicht
- Symfonie (niet volledig?)
- Vioolconcert (Concertstück voor viool en orkest) in g-mineur, op. 20 (1888)
- Pianoconcert in d-mineur
- Triptych voor cello en orkest
- Concertstück pour Violoncelle (Concertstuk voor cello en orkest) (1905)
- Muziek voor Jean de Chimay (1905)

### Kamermuziek en pianowerken
- 2 Sonatinas voor piano (1881–82)
- Berceuse voor viool en piano (1884)
- En Ardenne, schetsen voor piano
- Piano Quartet
- Suite Poétique voor viool
- Vioolsonate
- Mazurka voor viool en piano
- Triptych voor viool en piano (manuscript: Brussel, Conservatoriumbibliotheek)
- Concertstück voor cello en piano (en voor twee piano’s)
- Communion voor orgel

### Muziek voor stem en koor
- Chants printaniers (1883–84)
- Attala (1892) opera, libretto door Paul Collin
- Eva, drama voor sopraan, koor en piano
- La Noce au Village, cantate, op. 13 (1886)[3]

- Bibliothèque nationale de France: cb16352080h (data)
- Gemeinsame Normdatei: 173770215
- International Standard Name Identifier: 0000 0003 5753 8744
- Library of Congress Control Number: no2015107665
- MusicBrainz: a74fb3ca-c27c-437c-9346-258ac23af420
- Virtual International Authority File: 196355808
- WorldCat: E39PBJvCQxVTTT9jXTHbDVKGHC